# Dionizy (Porubaj)
Dionizy, imię świeckie Pietr Nikołajewicz Porubaj (ur. 1 października 1975 w Riazaniu) – rosyjski biskup prawosławny.

## Życiorys
Pochodzi z rodziny urzędniczej. Ukończył szkołę średnią nr 5 w Riazaniu, po czym podjął studia na państwowym uniwersytecie pedagogicznym im. Jesienina w Riazaniu. Jako student V roku podjął pracę nauczyciela historii w szkole średniej nr 7 w Riazaniu. W 1997 ukończył studia, uzyskując prawo wykonywania zawodu nauczyciela historii i języka angielskiego. Od września 1998 żył w monasterze św. Jana Teologa w Poszczupowie. Był hipodiakonem biskupa szackiego Józefa, wikariusza eparchii riazańskiej, w latach 1998–2001 zaocznie uczył się w szkole duchownej w Riazaniu. 27 marca 1999 biskup Józef wyświęcił go na diakona.
28 sierpnia 2000 przełożony monasteru św. Jana Teologa, archimandryta Abel, przyjął od niego wieczyste śluby mnisze z imieniem Dionizy na cześć św. Dionizego Areopagity. W latach 2002–2009 był studentem zaocznym Moskiewskiej Akademii Duchownej. Od 2006 był dziekanem monasteru św. Jana Teologa. W tym samym roku arcybiskup riazański i kasimowski Paweł wyświęcił go na hieromnicha. W 2007 został przełożonym monasteru w Poszczupowie. W 2009 otrzymał godność igumena.
Od 2004 wykłada teologię na wydziale filologii rosyjskiej i kultury narodowej uniwersytetu w Riazaniu, od 2006 także historię Kościoła w seminarium duchownym w Riazaniu.
5 października 2011 otrzymał nominację na biskupa kasimowskiego i sasowskiego, pierwszego ordynariusza nowo powołanej eparchii. W związku z tym otrzymał godność archimandryty. Jego chirotonia biskupia miała miejsce w soborze Narodzenia Matki Bożej w kompleksie monasteru Poczęcia św. Anny w Moskwie, z udziałem konsekratorów: patriarchy moskiewskiego i całej Rusi Cyryla, metropolitów sarańskiego i mordowskiego Warsonofiusza, riazańskiego i kasimowskiego Pawła, biskupów iwanowo-wozniesieńskiego i kineszemskiego Józefa, sołniecznogorskiego Sergiusza, woskriesienskiego Sawy, szachtyńskiego i millerowskiego Ignacego.
14 lipca 2018 r., postanowieniem Świętego Synodu przeniesiony do eparchii jekaterinodarskiej jako jej wikariusz, z tytułem biskupa Tuapse. W tym samym roku został przeniesiony powtórnie, tym razem do eparchii moskiewskiej, gdzie został biskupem pomocniczym z tytułem biskupa woskriesieńskiego. 16 lipca 2019 r. mianowany pierwszym wikariuszem patriarchy Moskwy i całej Rusi i kanclerzem Patriarchatu Moskiewskiego, co oznaczało również członkostwo w Świętym Synodzie z urzędu. Do jego obowiązków należało kierowanie wikariatem centralnym eparchii moskiewskiej miejskiej, był także namiestnikiem Monasteru Nowospasskiego i przewodniczącym cerkiewnej komisji dyscyplinarnej.
20 listopada 2019 r. otrzymał godność metropolity.
W 2023 r. Święty Synod przeniósł go na katedrę omską i tawriczeską, odwołując go również z pozostałych zajmowanych funkcji. 